# Xie Zhongbo
Xie Zhongbo (chinesisch 谢中博, * 22. Mai 1983 in Hunan) ist ein chinesischer Badmintonspieler.

## Karriere
Zhendong gilt als Doppelspezialist, holte er sich doch in den Doppeldisziplinen die meisten seiner Erfolge. Zusammen mit Guo Zhendong war er im Herrendoppel erfolgreich, als beide gemeinsam 2004 die Polish Open, 2005 die China Masters, 2007 die Austrian International und 2008 die India Open 2008 gewannen. Platz 2 sprang bei den Macau Open 2008 heraus, Platz 3 bei den Hong Kong Open 2005 und 2006.
Xie Zhongbo und Guo Zhendong nahmen auch an den Olympischen Spielen 2008 teil, schieden dort jedoch schon in Runde eins aus.
Bei den Weltmeisterschaften 2005 gewann er die Silbermedaille im Mixed mit Zhang Yawen. 2006 bei den Asienspielen errang er mit dem Team die Goldmedaille. Er siegte im Mixed auch bei den Hong Kong Open 2008, den China Masters 2008 und den Thailand Open 2008.